# Könchog Chöpel
Könchog Chöpel  (1573-1644) was een Tibetaans geestelijke.
Hij was de vijfendertigste Ganden tripa van 1626 tot 1637 en daarmee de hoofdabt van het klooster Ganden en hoogste geestelijke van de gelugtraditie in het Tibetaans boeddhisme.

## Biografie
Hij werd geboren in Dranang Gonzhol in Zuid-Tibet. Op 12-jarige leeftijd werd hij als novice toegelaten tot een klooster in Dagpo. Hij studeerde soetra en tantra en deed het Rabjampa-examen op 22-jarige leeftijd in het klooster van Tsetang. Daarna schreef hij zich in bij het Kyishod klooster waar hij zijn studies voortzette. Tot zijn leraren behoorden onder anderen de 30e Ganden tripa Lodro Gyatso, en de 3e dalai lama Sonam Gyatso. Op 24-jarige leeftijd ontving hij de volledige monnikswijding door de 25e Ganden tripa.
In het jaar 1600 bezocht hij de regio Kham om donaties te verzamelen. Na terugkeer in Lhasa ging hij onderwijs geven aan diverse kloosterscholen. Een van zijn leerlingen was de vierde dalai lama. In 1612 verkreeg hij de positie van abt aan het Gyuto-college. In 1616 werd hij abt van Rinchenling en in 1620 van het Sangpu-klooster. Tijdens deze perioden gaf hij er ook les, verwierf faam en de naam Lingme Choje naar zijn geboortestreek. Daarnaast was hij nog abt van drie andere kloosterscholen en gaf in 1623 les aan het Loseling-klooster en in 1625 aan het Shartsecollege van het Gandenklooster. In 1627 werd hij tutor van Ngawang Lobsang Gyatso, de 5e dalai lama.
In vermoedelijk 1629 werd hij gekozen tot de 35e Ganden tripa, wat ongeveer 9 jaar duurde, tot 1637. Konchok Chopel overleed in 1646. Ter nagedachtenis werd een stoepa gebouwd in het Gandenklooster.